# Mews-Werft
Die Mews-Werft war eine Boots- und Kutterwerft in Cuxhaven, die von 1945 bis 1978 bestand und vor allem Börteboote sowie Kutter für die Fischerei baute und reparierte.

## Vorgeschichte
Als Cuxhaven 1937 mit dem Groß-Hamburg-Gesetz von Hamburg an die preußische Provinz Hannover angegliedert wurde, erfolgte bis 1939 der Bau des Neuen Fischereihafens. An der Ostseite des Schleusenpriels siedelten sich zwischen 1938 und 1945 drei Werftbetriebe an, die sich als „Kutterwerften“ einen Namen machten: Als erste 1938 die Böhmewerft, nach dem Zweiten Weltkrieg 1945 die Mews-Werft sowie die Döscher-Werft.

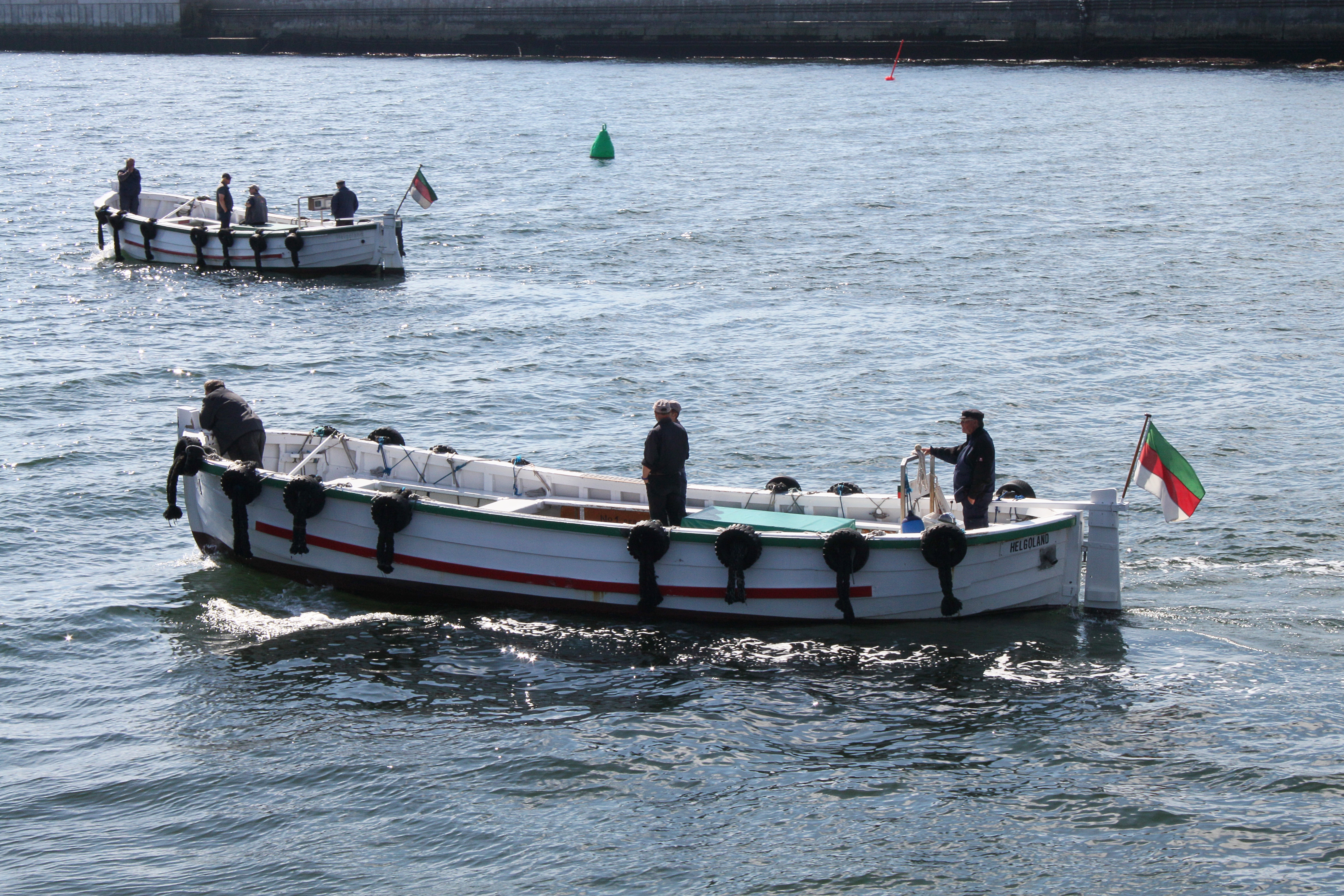
Börteboote auf Helgoland

## Geschichte der Mews-Werft
Der Gründer der Werft, Wilhelm Mews, siedelte sich mit seinem neuen Betrieb im Herbst 1945 an der Ostseite des Neuen Fischereihafen in der heutigen Kapitän-Alexander-Straße 11 an. Die Werft konzentrierte sich auf den Bau von Schiffen und Booten in Holzbauweise: Neubauten und Reparaturen von Börtebooten und Kuttern aus der Fischerei bildeten das Hauptbetätigungsfeld des kleinen Betriebes.
Bis zum Ende des Werftbetriebes blieb die Mews-Werft dem Holzschiffbau verbunden. Auch der (wahrscheinlich) letzte Neubau mit der Baunummer 104 aus dem Jahr 1978 war ein Kutter in Holzbauweise – damals „Helene“ getauft, heute immer noch Betrieb mit dem Namen „Goedeke Michel“. 1978 stellte die Mews-Werft ihren Betrieb ein. Zwei Jahre später übernahm die Cuxhavener Firma Empting / Glüsing den Betrieb.

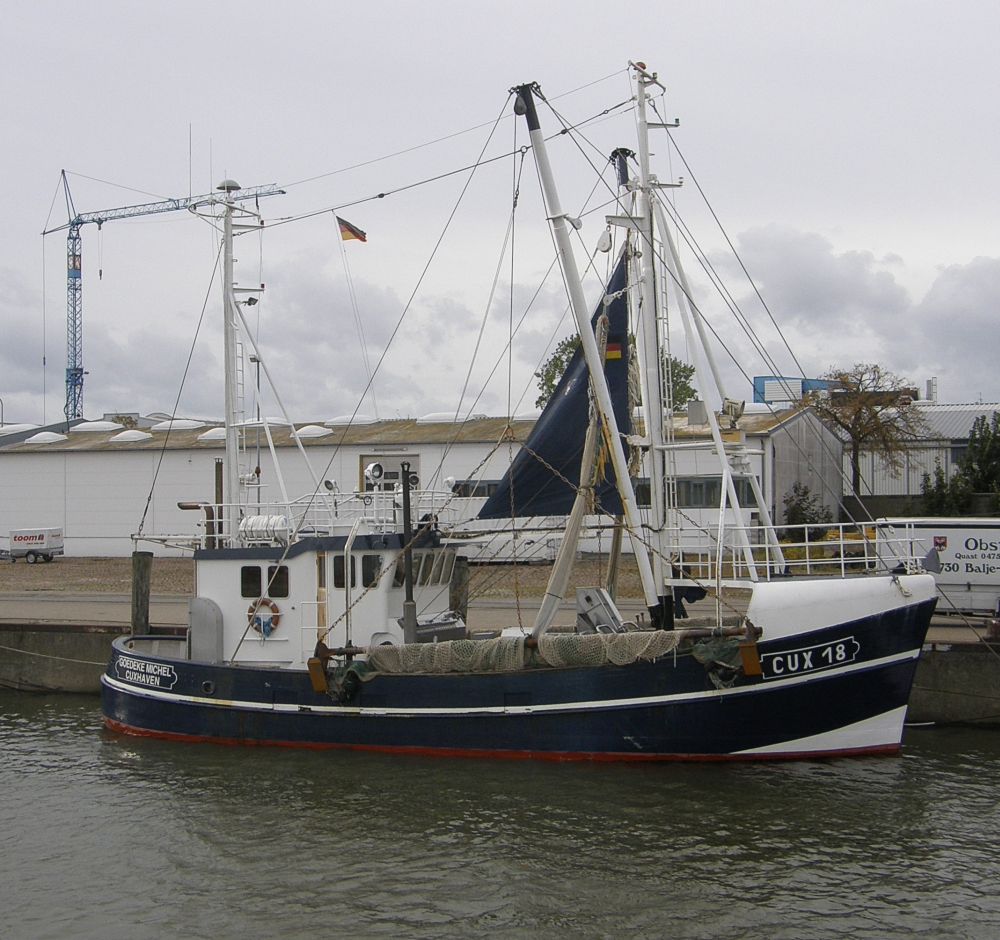
Krabbenkutter CUX 18 Goedeke Michel der Mews-Werft

## Neubauten der Werft (Auswahl)
Eine Bauliste der Mews-Werft existiert bislang nicht in der Literatur – eine Annäherung nach Baujahren:
- 1954 No. 4: Das Börteboot fuhr bis 1967 im Dienst der Inselgemeinde Helgoland. Anschließend nach Wilhelmshaven verkauft und zur Versorgung der Vogelinsel Mellum eingesetzt.
- 1956 Sperber (NC 333): Fischkutter (16,74 Meter lang, 5,25 Meter breit, 33,88 BRT) zunächst in Cuxhaven registriert, vor 1980 nach Accumersiel verkauft, dort 1980 dritter Besitzer, 1982 nach Norddeich verkauft. 2011 aus dem Register gestrichen und für Freizeitschifffahrt ausgeschrieben.[4]
- 1957 Atlantis, später Seeteufel: Das Börteboot wurde von mehreren Eignern auf der Helgoländer Reede genutzt und zu einem nicht bekannten Zeitpunkt nach Büsum verkauft.[5][6]
- 1957 Uwe, später Maria und Noctiluca: Das Börteboot wurde von mehreren Eignern auf der Helgoländer Reede genutzt und zu einem nicht bekannten Zeitpunkt nach Büsum verkauft.[7][8][9]
- 1960 Falke (DOR 78): Das Schiff (16,00 Meter lang, 4,00 Meter breit) fuhr als Krabbenkutter von Dorum aus. Nach Außerdienststellung Ende der 1980er Jahre wurde es in Bremerhaven zur Gaffelketsch umgebaut. 2000 wechselte das Schiff den Eigner und kam in den Museumshafen Leer.[10]
- 1978 Helene (PEL 3): Fischkutter (17,99 Meter lang, 5,5 Meter breit, 49 BRZ) nach Pellworm geliefert, 1992 nach Accumersiel mit dem alten Namen und dem neuen Fischereikennzeichen ACC 11 verkauft. 1998 als Yasmin (ST 16) in Tönning registriert, 2007 als Goedecke Michel (CUX 18) nach Cuxhaven verkauft.[11][12]

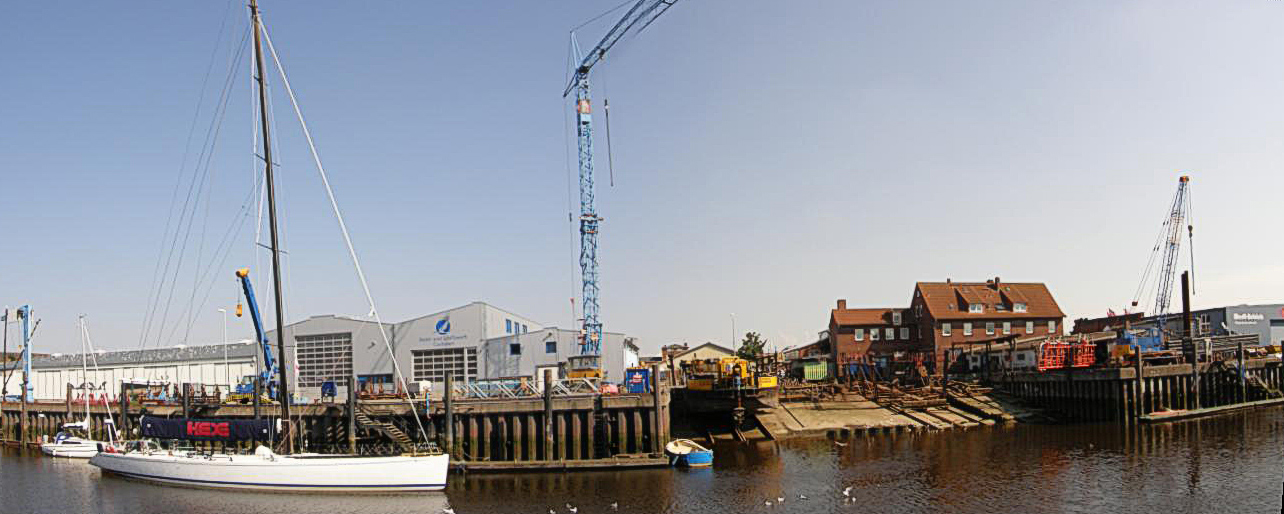
Gelände der ehemaligen Mews-Werft, heute Standort der Boots- und Schiffswerft Cuxhaven

## Nachfolgebetrieb
Als Nachfolger des Unternehmens ist unter derselben Adresse heute die „Boots- und Schiffswerft Cuxhaven GmbH“ tätig, die zur Plambeck Holding gehört. Sie ist weiterhin im Bootsbau mit Schwerpunkt Reparaturen sowie als maritimer Dienstleister tätig.